# ライムエード

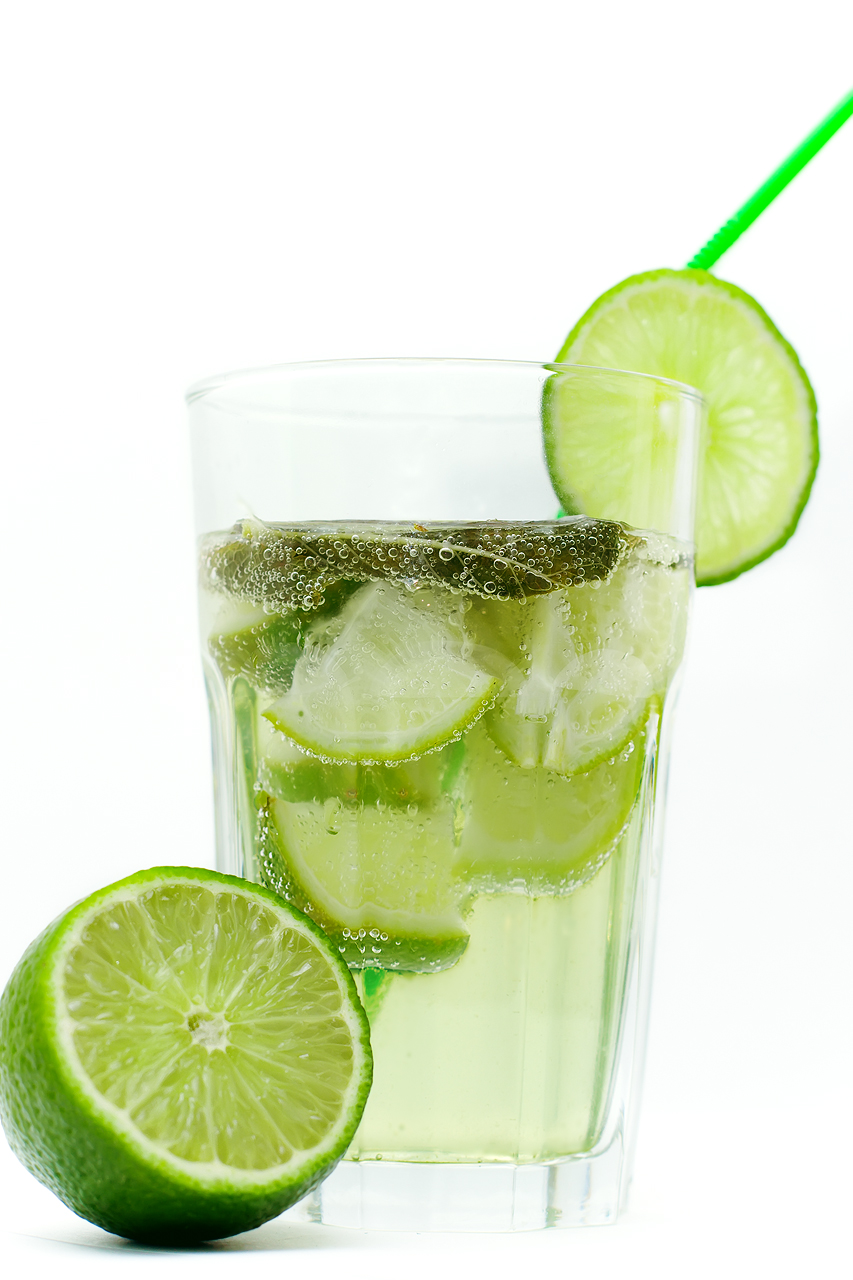
グラスに入ったライムエード

ライムエード(Limeade)は、砂糖で甘味を付けたライム風味の飲み物である。典型的な作り方は、ライム果汁を絞り、シロップまたは蜂蜜を加えたものを水で割る。砂糖や蜂蜜をさらに加えることもある。ウォッカやテキーラを加えると、ライムエードカクテルとなる。
主要な飲料メーカーのほとんどは、独自ブランドのライムエードを販売している。例えばAGバールやニューマンズ・オウンは2004年から販売し、ミニッツメイドもライムエード人気に応え、チェリーライムエードを導入した。
ソニック・ドライブインは、スプライトを用いてチェリーレモネードを作っている。
インド及びパキスタンでは、最も人気のある飲料の1つで、nimbu paaniまたはlimbu paniとして知られる。nimbu paaniにはレモンも使われる。
ガイアナやトリニダード島等の南国でも人気があり、これらの国ではライムが一般的である。
タイやその他の東南アジア各国でも、レモンが比較的希少でライムが豊富にあるため、ライムエードは広く入手できる。タイのライムエードは塩味で、全く砂糖を入れないこともある。